# Kimbundu
Kimbundu (auch Mbundu oder Luanda Mbundu, port. lingua bunda) ist eine in Nord-Angola beheimatete Bantusprache, gesprochen von den Ambundu, die etwa 25 % der Bevölkerung Angolas ausmachen.
Hauptverbreitungsgebiet des Kimbundu sind die Hauptstadt Luanda und die östlich daran angrenzenden Provinzen Bengo, Cuanza Norte und Malange sowie der nördliche Teil der Provinz Cuanza Sul.
Die Sprache wurde von Kapuziner- und Jesuitenmissionaren schriftlich festgehalten, wenn auch teilweise morphologisch und grammatikalisch inkorrekt. Diese schrieben dazu die erste Grammatik und übersetzten die Bibel sowie andere religiöse Schriften ins Kimbundu.
Dieses wurde während der Kolonialzeit in seinem Verbreitungsgebiet auch von Teilen der dort ansässigen Portugiesen erlernt. Viele Wörter des Kimbundu fanden dort auch in das umgangssprachliche Portugiesisch Eingang, wie dies etwa die Werke des Angola-portugiesischen Schriftstellers Luandino Vieira illustrieren. Mit angolanischen Sklaven sind auch viele Kimbundu-Wörter ins brasilianische Portugiesisch übergegangen. In den 1960er und 1970er Jahren waren Lieder auf Kimbundu, wie etwa Monami und Kamba miami, in Angola Allgemeingut und wurden von verschiedenen (meist gemischtrassigen) Musikgruppen in ihr Repertoire aufgenommen.
Noch zur Kolonialzeit begannen jedoch Kimbundusprecher der städtischen Mittelschichten, besonders in Luanda, ihre Kinder am Gebrauch des Kimbundu zu hindern, damit sie ein besseres Portugiesisch erlernten. Diese Tendenz hat sich nach der Unabhängigkeit fortgesetzt und ausgeweitet. In Luanda spricht deshalb heute die überwiegende Mehrheit der Bevölkerung auch im Alltag ausschließlich Portugiesisch. Das hängt natürlich auch damit zusammen, dass ein großer Teil der heutigen Bewohner Luandas in den letzten Jahrzehnten aus anderen Landesteilen zugewandert ist und als Muttersprache nicht Kimbundu hat, sondern im Falle der Bakongo das Kikongo oder Lingala, im Falle der Ovimbundu des Umbundu usw. Die Folge ist, dass die heutigen Kinder, Jugendlichen und jungen Erwachsenen, die ethnisch Ambundu sind, vielfach Kimbundu weder sprechen noch verstehen – oft selbst dann nicht, wenn ihre Familien aus Gegenden stammen, in denen ausschließlich oder überwiegend Kimbundu gesprochen wird.
Gleichzeitig hat allerdings die angolanische Regierung das Kimbundu, ebenso wie die Sprachen anderer zahlenmäßig bedeutenden Ethnien, zu einer „Nationalsprache“ (língua nacional) erklärt und bemüht sich um dessen Entwicklung (vor allem im Wortschatz) und Erhalt, z. B. in der Form von regelmäßigen Radiosendungen auf Kimbundu.
Aus sprachwissenschaftlicher Sicht ist das Kimbundu mit der ebenfalls in Angola gesprochenen Bantusprache Umbundu verwandt, aber nicht so eng, dass zwischen Sprechern beider Sprachen eine mehr als bruchstückhafte Verständigung möglich wäre.